# Momodou Kebba Jallow
Momodou Kebba Jallow (* 20. Jahrhundert) ist ein Politiker und Diplomat im westafrikanischen Staat Gambia.

## Leben
Der frühere Landwirtschaftsminister (Secretary of State for Agriculture) war 1995 bis Juni 1997 Vertreter Gambias bei den Vereinten Nationen, sein Nachfolger wurde Abdoulie Sallah. Ab April 1998 war er wieder in dieser Position tätig, wo er unter anderem im April 1998 Präsident des UN-Sicherheitsrats gewesen ist.
Als Hochkommissar war er später ab November 2003 in Lagos für Ghana und Nigeria Gambias Vertreter. Er wurde von Angela Colley abgelöst, die Anfang Januar 2009 ihr Beglaubigungsschreiben als Hohe Kommissarin Gambias abgab.